# Facundo Díaz Acosta
Facundo Díaz Acosta, né le 15 décembre 2000 à Buenos Aires, est un joueur de tennis argentin, professionnel depuis 2018.

## Biographie

### Carrière en juniors
Facundo Díaz Acosta est médaillé d'or en double aux Jeux olympiques de la jeunesse de 2018 avec son compatriote Sebastián Báez. Il atteint également la finale en simple où il est battu par le Français Hugo Gaston.

### Carrière professionnelle
Il élimine Federico Coria au premier tour du tournoi de Buenos Aires en 2023. Il performe ensuite sur le circuit Challenger avec quatre titres obtenus à Savannah, Oeiras, Milan et Montevideo. Il décroche également une médaille d'or en simple lors des Jeux panaméricains, battant en finale le Chilien Tomás Barrios Vera.
Il remporte la finale de l'ATP 250 de Buenos Aires en 2024 face au Chilien Nicolás Jarry (6-3, 6-4) sans perdre un seul set de la semaine, alors qu'il était invité par les organisateurs. Il avait écarté de son parcours l'Allemand Daniel Altmaier (6-3, 7-61), son compatriote tête de série numéro quatre Francisco Cerúndolo (7-63, 6-0), le Serbe spécialiste de terre Dušan Lajović (6-4, 6-3) et un autre compatriote, Federico Coria (6-2, 6-3), finaliste un an plus tôt à Cordoba.

## Palmarès

### Titre en simple messieurs
| No | Date       | Nom et lieu du tournoi            | Catégorie | Dotation  | Surface      | Finaliste     | Score    |          |
| -- | ---------- | --------------------------------- | --------- | --------- | ------------ | ------------- | -------- | -------- |
| 1  | 12-02-2024 | IEB+ Argentina Open, Buenos Aires | ATP 250   | 642 615 $ | Terre (ext.) | Nicolás Jarry | 6-3, 6-4 | Parcours |

## Parcours dans lesGrand Chelem

### En simple
| Année | Open d'Australie | Open d'Australie    | Internationaux de France | Internationaux de France | Wimbledon       | Wimbledon              | US Open         | US Open         |
| ----- | ---------------- | ------------------- | ------------------------ | ------------------------ | --------------- | ---------------------- | --------------- | --------------- |
| 2022  | —                | —                   | —                        | —                        | Q1              | Javier Barranco Cosano | Q1              | Carlos Taberner |
| 2023  | Q2               | Yannick Hanfmann    | 1er tour (1/64)          | Jason Kubler             | Q1              | Sho Shimabukuro        | 1er tour (1/64) | John Isner      |
| 2024  | 1er tour (1/64)  | Taylor Fritz        | —                        | —                        | 1er tour (1/64) | Cameron Norrie         | 2e tour (1/32)  | Jack Draper     |
| 2025  | 2e tour (1/32)   | Francisco Cerúndolo | —                        | —                        | Q1              | Tristan Schoolkate     |                 |                 |

N.B. : à droite du résultat se trouve le nom de l'ultime adversaire.

### En double messieurs
| Année | Open d'Australie | Open d'Australie | Internationaux de France | Internationaux de France | Wimbledon                                                                      | Wimbledon | US Open | US Open |
| ----- | ---------------- | ---------------- | ------------------------ | ------------------------ | ------------------------------------------------------------------------------ | --------- | ------- | ------- |
| 2024  | —                | —                | —                        | —                        | 1er tour (1/32) A. Müller \|\| style="text-align:left;" \| S. Gillé J. Vliegen | —         | —       |         |

N.B. : le nom du partenaire se trouve sous le résultat ; le nom des ultimes adversaires se trouve à droite.

## Parcours dans lesMasters 1000
| Année | Indian Wells | Miami               | Monte-Carlo          | Madrid                 | Rome | Canada | Cincinnati | Shanghai               | Paris |
| ----- | ------------ | ------------------- | -------------------- | ---------------------- | ---- | ------ | ---------- | ---------------------- | ----- |
| 2024  | —            | 1er tour A. Popyrin | 1er tour R. Bautista | 1er tour D. Shapovalov | —    | —      | —          | 1er tour T. Griekspoor | —     |
| 2025  | —            | —                   | —                    | —                      |      |        |            |                        |       |

N.B. : sous le résultat se trouve le nom de l’ultime adversaire.

## Classements en fin de saison
| Année          | 2017 | 2018 | 2019 | 2020 | 2021 | 2022 | 2023 | 2024 |
| Rang en simple | 1604 | 1172 | 497  | 408  | 347  | 192  | 95   | 79   |
| Rang en double | –    | –    | 1109 | 952  | 445  | 174  | 1229 | –    |

Source : (en) Classements de Facundo Díaz Acosta sur le site officiel de la Fédération internationale de tennis